# Ayşe Hatun
Ayşe Hatun (en turco otomano: عایشه خاتون‎, "viva") (Bahçesaray, c.1476 — Edirne, c.1539), también conocida como Âise Hatun, era una princesa, hija del Khan de Crimea, Meñli I Giray y una de las consortes de Selim I. 

## Biografía
Ayşe Hatun nació alrededor de 1476, en el Kanato de Crimea, siendo una de las hijas del kan de Crimea Meñli I Giray. Ayşe Hatun se casó por primera vez con el hermano de Selim, Şehzade Mehmed, Sanjak Bey de Kefe. Es posible que luego del fallecimiento de su esposo en 1504, ella entró en el harén del futuro Selim I, pero se desconocen las circunstancias de esa unión.
El historiador turco, Necdet Sakaoğlu en su libro "Los sultanes de esta propiedad" escribe que un otomano en su obra "La estructura de la dinastía otomana" hace un comentario interesante sobre la boda de Ayşe Hatun y Selim, en 1511.

## Descendencia
Selim y Ayşe tuvieron solo una hija conocida:
- Şah Sultan (c.1500 — c.1572), casada en 1523 con Damat Lütfi Paşa, futuro Gran Visir del Imperio Otomano (1539 – 1541). Tuvo descendencia.

## Muerte
Luego de la muerte de Selim I en 1520, como dictaba la tradición debía exiliarse en Edirne, una ciudad lejana de la capital. Ella partió hacia allá y normalmente la visitaba su hija.
Ayşe falleció en 1539, y en vez de ser enterrada en Estambul, fue repatriada a su natal Crimea, donde fue enterrada junto a su familia.